# Jaula
Jaula è un film spagnolo del 2022, diretto da Ignacio Tatay al suo esordio come regista e sceneggiato da Tatay e Isabel Peña.

## Trama
Paula e Simón, coppia che dopo dei tentativi falliti non è mai riuscita ad avere figli, si imbatte per strada in una bambina abbandonata che apparentemente non riesce a parlare e ha condizioni di salute molto precarie. Dopo averla portata in ospedale, dal momento che la bambina sviluppa segni di aggressività e sembra non riuscire a stare tranquilla se non all'interno di una forma disegnata con un gessetto bianco, la psicologa dell'ospedale decide di provare un affido temporaneo alla coppia nella speranza di sfruttare il legame che si è instaurato fra di loro per far parlare nuovamente la bambina. Dopo un iniziale miglioramento, la bambina inizia a peggiorare nuovamente e sembra effettuare attentati contro i genitori adottivi inserendo dei pezzi di vetro nel loro cibo: ciononostante, Paula sembra determinata a tenerla stretta a sé. 
Dopo una prima occasione in cui la piccola Clara è scomparsa nel nulla per poi riapparire, la bambina sembra scomparire definitivamente: la polizia inizia ad indagare, tuttavia sempre più indizi sembrano far pensare che Paula abbia ormai raggiunto la follia, tuttavia la donna è determinata a continuare a indagare e sottrae perfino alcune prove alla polizia pur di riuscirci. Le sue indagini le permettono di notare una notevole somiglianza fra Clara e una ragazzina scomparsa molti anni prima dalla Germania. Ulteriori indagini la portano a identificare Eduardo, vicino di casa che lei e Simón hanno sempre considerato un amico, come il rapitore della ragazzina tedesca: introdottasi in casa sua con una scusa, la donna viene rapita da lui e rinchiusa in cantina insieme a Clara. Qui scopre che la ragazzina tedesca è la madre di Clara, la quale è presumibilmente figlia di Eduardo.
Paula riesce a far scappare via Clara, la quale prova nel frattempo ad attirare l'attenzione di Simón. Vari flashback rivelano inoltre il passato di Eduardo: l'uomo ha abbandonato Clara quando ha capito che la bambina necessitava di cure ospedaliere e si è poi reso responsabile, grazie a vari escamotage, di tutti gli incidenti capitati in casa di Paula e Simón negli ultimi mesi. L'uomo praticava inoltre regolare violenza psicologica alla moglie, la quale tuttavia iniziava ad essere stanca di lui e stava cercando in tutti i modi di impedire che i loro figli, lontani da casa per via del college, potessero tornare anche solo per pochi giorni ad intrattenere rapporti col marito. Questa, trovando Clara fuori dalla casa di Simón mentre cerca di attirare la sua attenzione, la rapisce nuovamente e la riporta all'interno della cantina. Dopo aver liberato Eduardo, cerca infine di dettare le proprie condizioni riguardo la gestione dei figli, non accorgendosi che Clara, nel suo tentativo di fuga, ha lasciato delle tracce di gessetto sulla porta della loro abitazione. Le tracce vengono notate da Simón che avverte le autorità: Eduardo e la moglie vengono così arrestati e Clara e Paula vengono liberate. Anni dopo, Clara vive in Germania coi suoi nonni e sente ancora regolarmente Paula e Simón attraverso videochiamate, i quali, come si vede da un'inquadratura finale, stanno per diventare finalmente genitori.

## Produzione
Le riprese del film avrebbero dovuto svolgersi nei primi mesi del 2020, tuttavia sono state rimandate al luglio dello stesso anno per via della pandemia di COVID-19. Il film è stato girato in varie zone della comunità autonoma di Madrid.

## Distribuzione
Distribuito in Spagna da parte della Sony Entertainment, il film è approdato nei cinema a partire dal 9 settembre 2022. Successivamente, l'opera viene distribuita a livello internazionale da Netflix il 24 ottobre 2022.

## Accoglienza

### Pubblico
In Spagna, il film ha incassato una cifra in euro equivalente a 177.828 dollari.

### Critica
Sull'aggregatore Rotten Tomatoes il film riceve il 67% delle recensioni professionali positive con un voto medio di 6,4 su 10 basato su 9 critiche.